# Site archéologique de Brandes
Pour les articles homonymes, voir Brandes.
Le site archéologique de Brandes est le site d'un village minier implanté à 1 800 mètres d'altitude, à proximité de la station de l'Alpe d'Huez, dans le bassin de l'Oisans, sur les pentes du massif des Grandes Rousses, dans le département français de l'Isère. 
Sur ce lieu, l'homme a exploité la galène argentifère du XIIe au XIVe siècle avant de l'abandonner après l'inondation des galeries en 1330. Le site est classé au titre des monuments historiques.

## Localisation et description
L'exploitation médiévale s'étendait du Gua (vallée de la Sarenne) jusqu'au lac Blanc. Ce massif faisait également l'objet d'exploitations, notamment du cuivre, depuis l'âge du bronze.[Information douteuse]
Le site est fouillé et étudié sans interruption depuis 1977 par une équipe du CNRS. Toutes les étapes de l’extraction minière se retrouvent à Brandes : extraction, concassage, broyage et lavage du minerai.
L'accès au public est libre, le site étant équipé de panneaux explicatifs. Des visites guidées des ruines (dont celle d'un ancien château médiéval) sont organisées par le service culturel de la commune d'Huez.

## Histoire

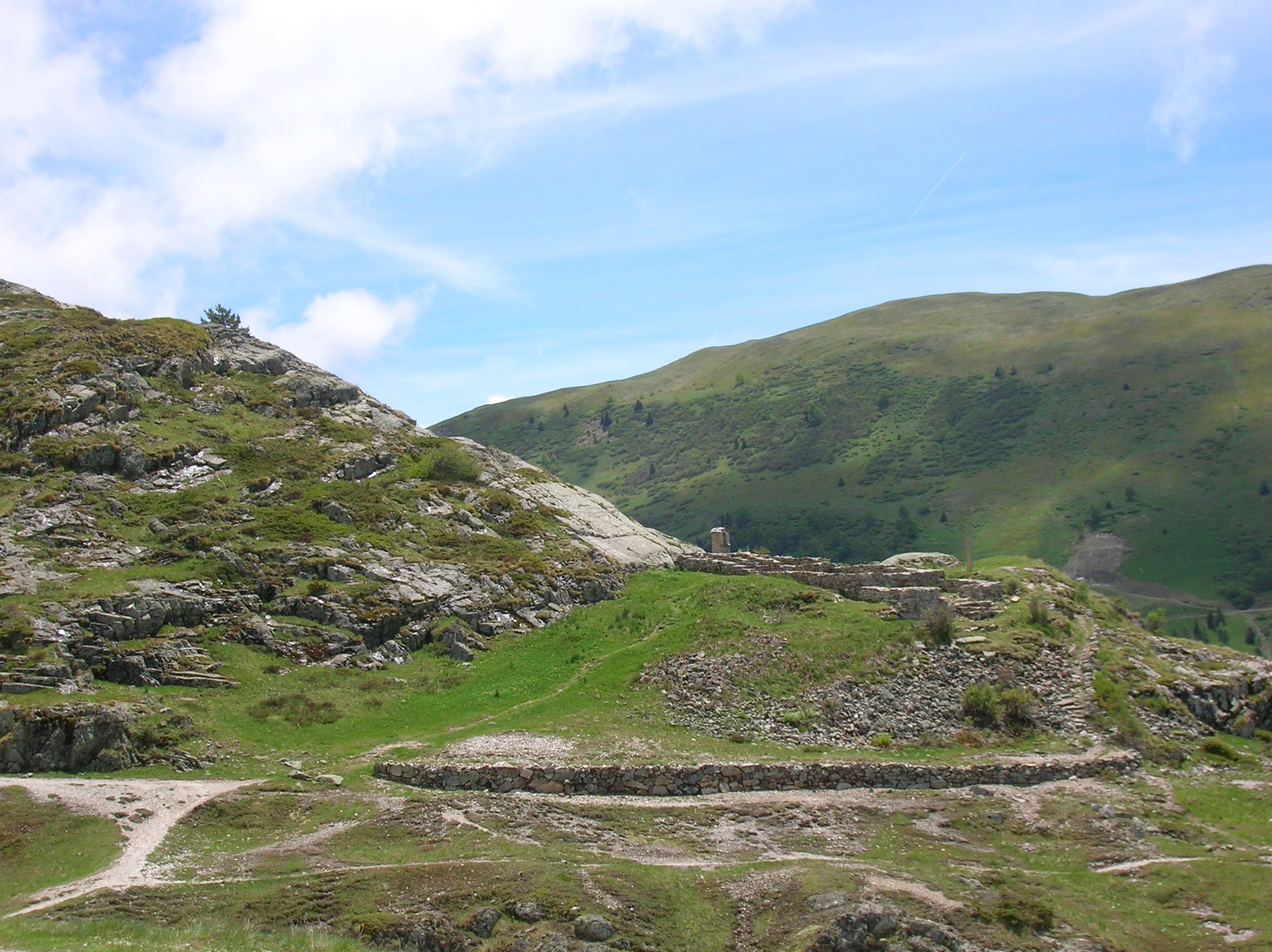
Autre vue du site.

Durant l'Antiquité, un fortin a été édifié pour protéger l'accès par la voie romaine.
La mine est exploitée pour le compte des dauphins de Viennois. Elle permet le financement de la collégiale Saint-André de Grenoble en 1228 par André Dauphin de Bourgogne.
Le village médiéval est composé d'un château, d'une église paroissiale avec cimetière, d'environ 80 habitations, de chantiers miniers de surface et souterrains ainsi que de plusieurs quartiers industriels. C'est le seul cas de coron médiéval connu et conservé dans sa globalité, ce qui en fait un site unique en Europe, classé au titre des monuments historiques par arrêté du 6 août 1995.
À la fin du XIXe siècle, un petit oratoire est construit sur les vestiges de l'église.